# Обобщённая арифметическая прогрессия
Обобщённая арифметическая прогрессия — множество чисел или элементов произвольной группы {\displaystyle G}, представимое в виде
{\displaystyle \left\lbrace {a+\sum \limits _{i=1}^{k}{\lambda _{i}d_{i}}\ :\ 0\leq \lambda _{i}<n_{i},\ i=1,\dots ,k}\right\rbrace }
для некоторых {\displaystyle d_{1},\dots ,d_{k},n_{1},\dots ,n_{k}}.

## Связанная терминология
Прогрессия называется собственной, если все числа вида {\displaystyle a+\sum \limits _{i=1}^{k}{\lambda _{i}d_{i}}} различны, то есть она содержит {\displaystyle n_{1}\cdot \ldots \cdot n_{k}} элементов.
Рангом (или размерностью) прогрессии называется количество слагаемых в представлении каждого элемента (в обозначениях выше число {\displaystyle k}).
При {\displaystyle n_{1}=\dots =n_{k}=2} обобщённую арифметическую прогрессию также называют {\displaystyle d}-мерным кубом (поскольку в него существует линейное отображения из {\displaystyle \left\lbrace {0,1}\right\rbrace ^{d}}).
При {\displaystyle k=1} множество представляет собой обычную арифметическую прогрессию.

## Область использования
Обобщённые арифметические прогрессии представляют собой конструкцию менее структурированную чем обычная арифметическая прогрессия, но тем не менее всё же имеющую нетривиальную структуру (когда размер прогрессии велик, а ранг мал). Это делает их удобным инструментом для изучения и обобщения теорем арифметической комбинаторики, связанных с выводом структуры из численных характеристик множества, таких как аддитивная энергия, коэффициент удвоения и т. д.
Некоторые структурные теоремы аддитивной комбинаторики доказывают существование обобщённой арифметической прогрессии достаточно малого ранга и большого размера в достаточно упорядоченных множествах или возможность покрытия такого множества обобщённой арифметической прогрессий небольшого ранга и небольшого же (ограниченного некоторой формулой от размера множества) размера.
Обобщённые арифметиеские прогрессии могут использоваться для доказательства теоремы Рота.
Вообще доказать присутствие во множестве обобщённых арифметических прогрессий, исходя из каких-то известных фактов об этом множестве, часто легче, чем доказать присутствие обычных арифметических прогрессий.